# Taigeto
Il Taigeto (in greco Ταΰγετος?, Taýghetos) è una catena montuosa che si erge nel Peloponneso, che domina la città di Sparta e separa la Laconia dalla Messenia. Le sue propaggini meridionali costituiscono il costolone centrale della penisola di Mani. La cima più celebre è il monte Taigeto, anche noto come "Profitis Ilias", "profeta Elia". Il toponimo è uno dei più antichi di cui si ha notizia in Europa, venendo citato per la prima volta nell'Odissea di Omero. Nella mitologia greca, il nome viene associato alla ninfa Taigete. In epoca bizantina e fino al XIX secolo, il monte era anche noto come Πενταδάκτυλος (Pentadàktylos, ovvero in greco "con cinque dita", un termine comune in quel periodo storico).

## Geografia

### Fisica

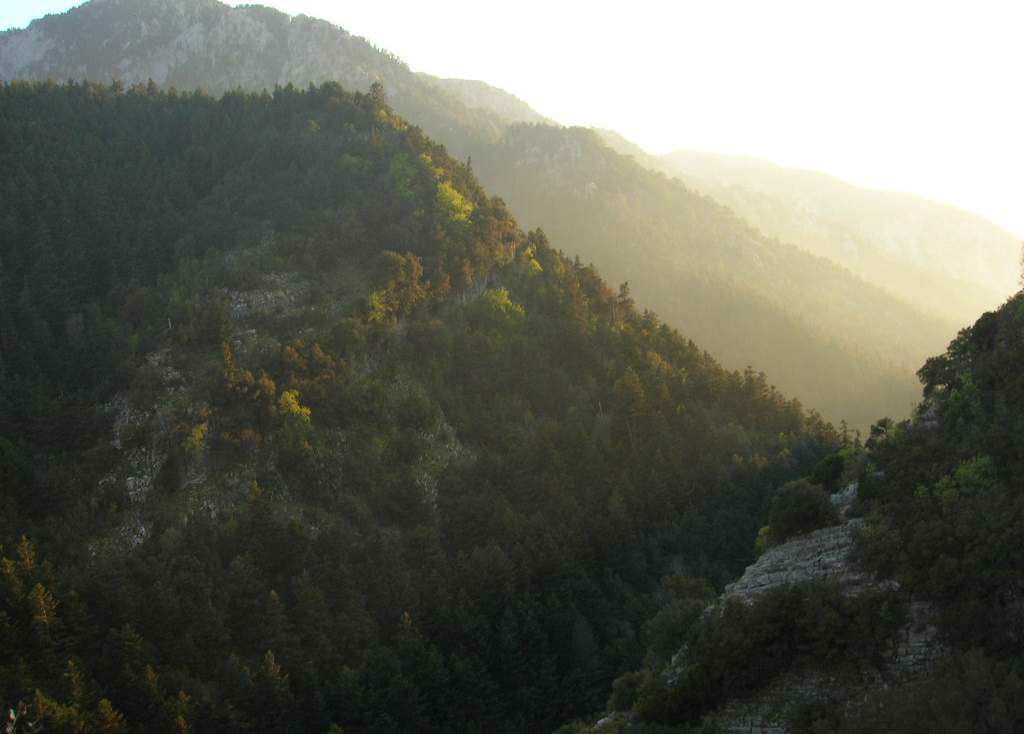
La sezione della catena detta in greco "Skoteini Plevra" per via delle poche ore di sole che illuminano gli insediamenti siti su di essa

Il complesso montuoso del Taigeto si estende per circa 100 km, partendo dal centro del Peloponneso e giungendo a capo Matapan, estremità più meridionale della penisola. La montagna più alta della catena, nonché del Peloponneso, è la cima detta Profitis Ilias, alta 2.404 m; con tutta probabilità, questa corrisponde al monte Taléton identificato da Pausania e anticamente dedicata al dio Sole. Date le altitudini abbastanza elevate dei picchi più alti, è possibile vedere della neve anche nei mesi di maggio e giugno. La parte nord-orientale del complesso, si spinge verso l'istmo di Corinto, il quale separa il Peloponneso dalla Grecia continentale. Numerosi sono i corsi d'acqua che nascono dalle cime del Taigeto, alcune delle quali site nella parte settentrionale. Il lato occidentale è sede delle sorgenti della gola di Vyros (in greco Φαράγγι του Βυρού, faranghi tu virù), che sfocia nel golfo di Messenia presso Kardamyli. Un altro fiume importante della regione è l'Eurota, il quale chiama a sé diversi torrenti più o meno grandi che nascono nella medesima area geografica.
La parte centrale della catena montuosa è comunemente chiamata "Skoteini Plevra", letteralmente "lato oscuro, che sta all'ombra" perché gli insediamenti situati lì non sono illuminati per molte ore dal sole al mattino e nelle ore del tardo pomeriggio.

### Politica

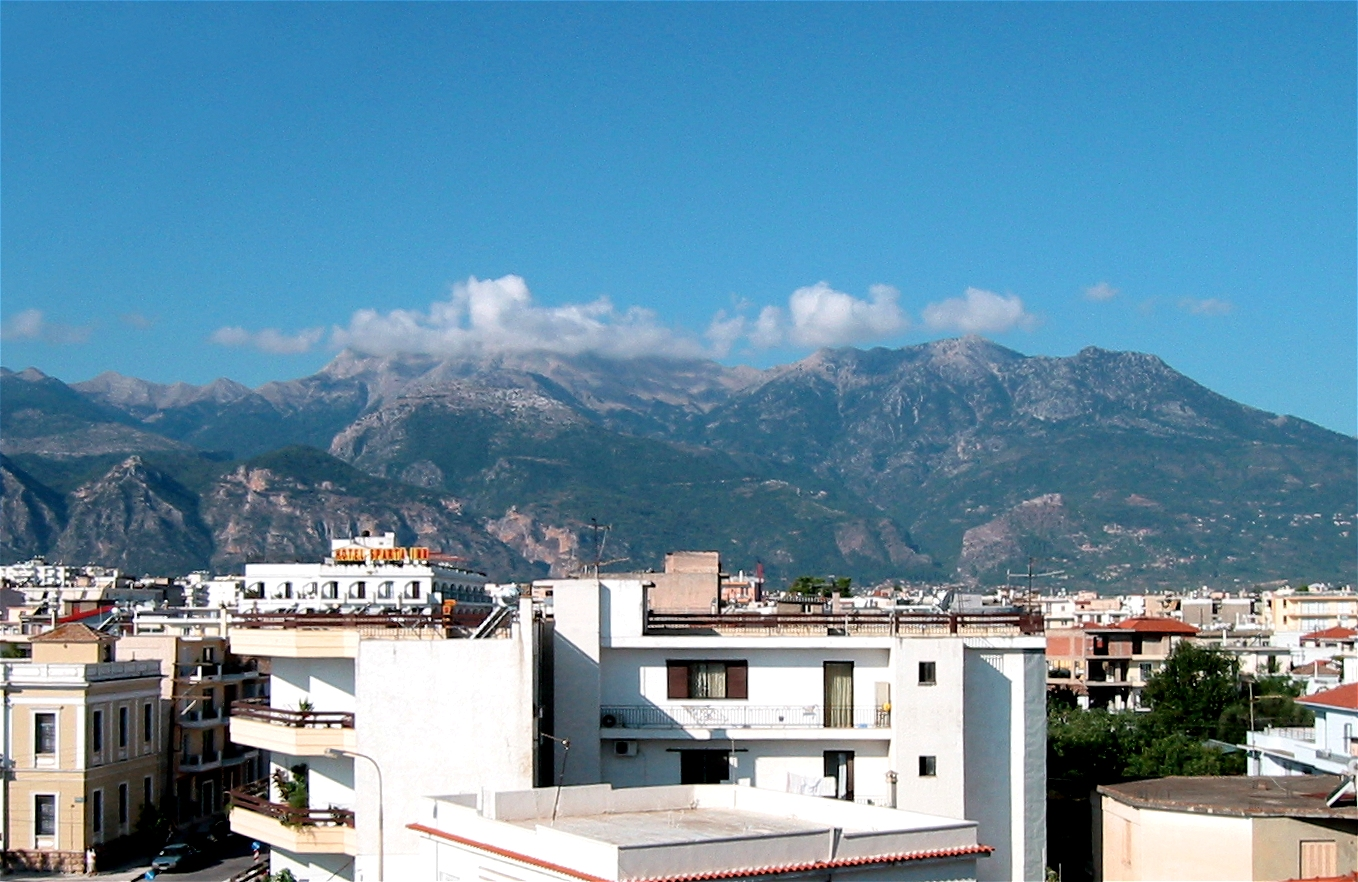
Il Taigeto ammirato da Sparta: ben visibili nella foto alcune scarpate ripide della catena e la differente vegetazione tra piano montano e piano alpino

La catena Taigeto ha una notevole prominenza verso la piana di Sparta, posta a circa 150-200 metri sul livello del mare. Le cime più alte sono inoltre ben visibili dalla città. Sui primi contrafforti, ad appena sei chilometri da Sparta, sorge la città bizantina di Mistra.
La catena montuosa si trova nelle prefetture di Arcadia, Laconia e Messenia.
La catena del Taigeto è attraversata dalla strada nazionale 82 che collega Calamata a Sparta. Le altre arterie stradali sono perlopiù destinate al collegamento tra villaggi locali.
Sul Profitis Ilias, la cima dedicata a Sant'Elia, è stato edificato un monastero ortodosso.

## Geologia

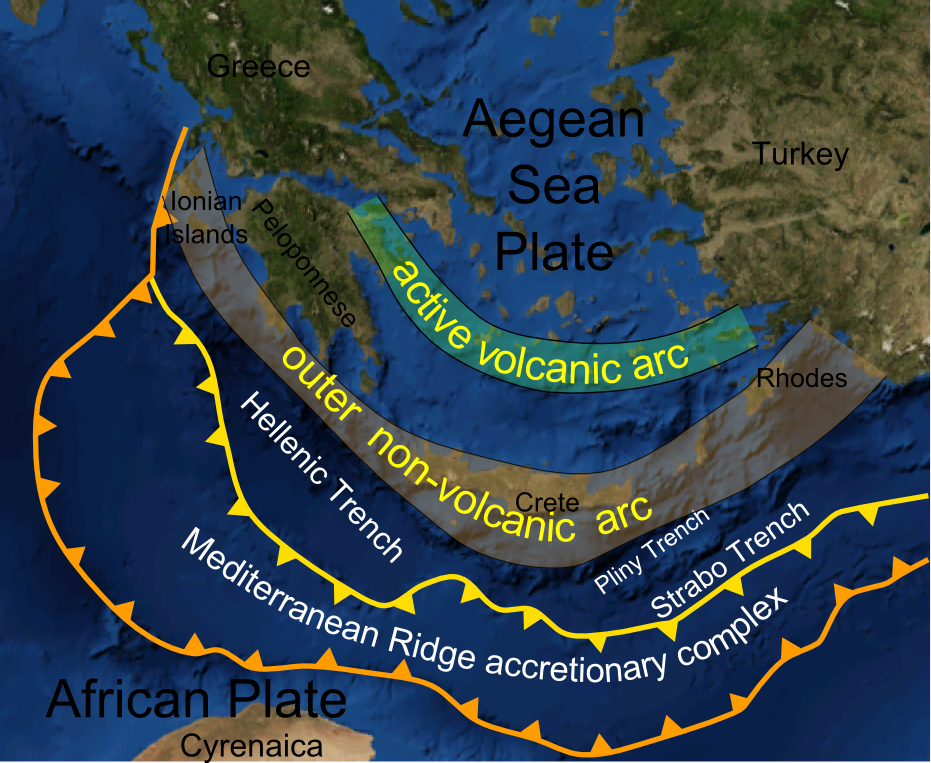
Arco ellenico, una zona di subduzione. Le frecce indicano la direzione del movimento della placca. La parte più meridionale dell'arco si sposta verso nord-est, spinto sotto la placca ellenica. Quest'ultima si sta estendendo anche verso sud-ovest

Le montagne dell'Europa meridionale che si affacciano sul Mar Mediterraneo si trovano, da un punto di vista geologico, nella zona geografica che coinvolge la placca africana, che spinge verso nord, e quella euroasiatica. Tale situazione comporta l'elevato rischio di sismicità dello Stato greco e permette di comprendere come mai, nel processo di trasformazione dei continenti, il Mar Egeo sia così profondo (per via di una delle placche che si infila al di sotto dell'altra).
La subduzione ellenica porta il "bordo" anteriore della placca africana sotto la placca del Mar Egeo. Quest'arco prosegue lungo le coste del Peloponneso, luogo della catena montuosa di Taigeto, e di Creta. L'orogenesi del Taigeto è sicuramente ascrivibile a questa serie di movimenti geologici. I singoli terremoti nella regione hanno prodotto da 1 a 12 m di scarpata. La faglia di Sparta, a forma di zigzag, è stata luogo di diversi sismi. Uno dei più eclatanti è il terremoto del 464 a.C., il quale distrusse gran parte della polis dell'antica Grecia. Diodoro riporta che ci furono 20.000 vittime, ma alcuni studiosi moderni sottolineano che potrebbe trattarsi di un'esagerazione.

## Ecologia

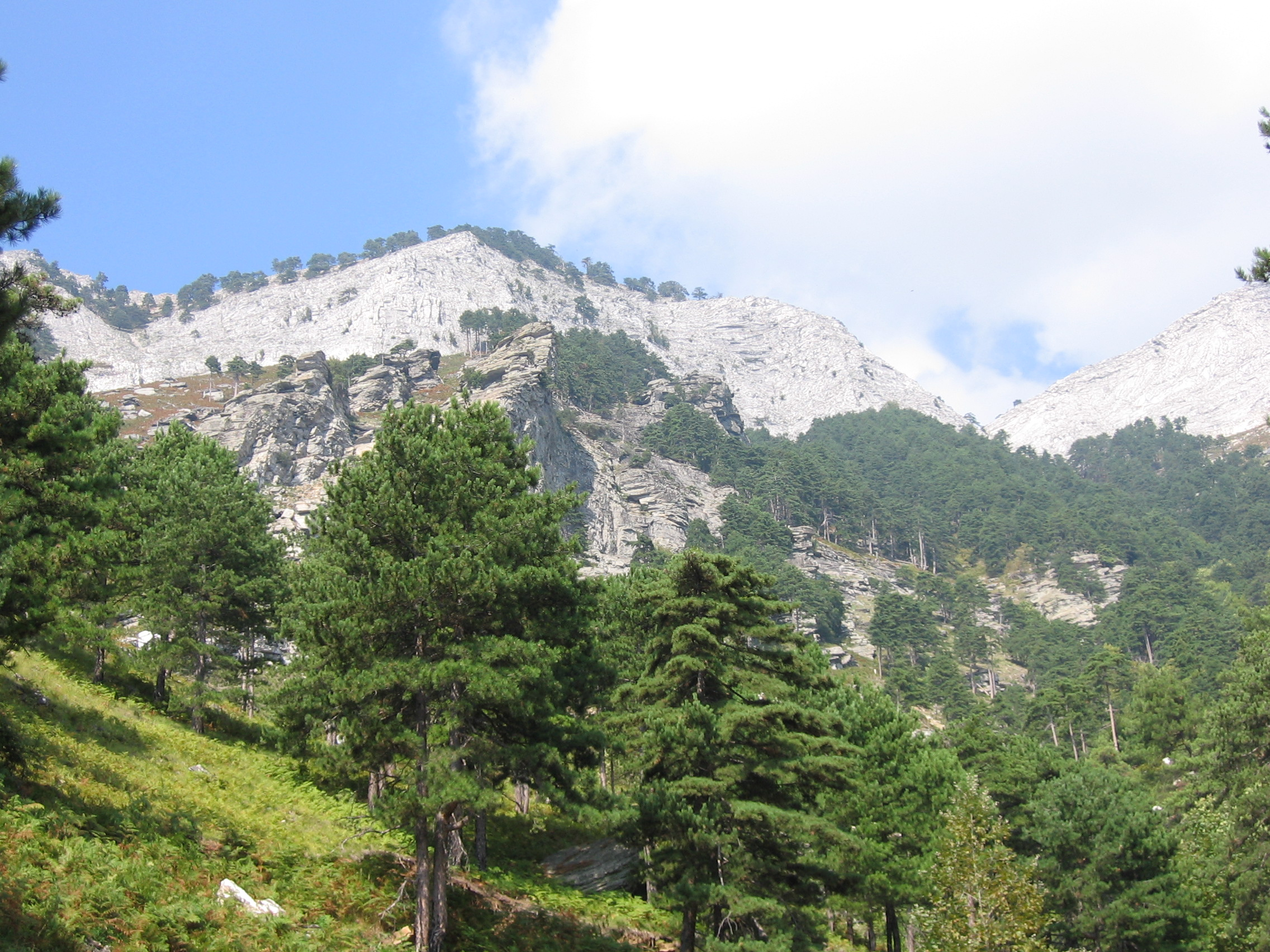
Pinus nigra presso Taso

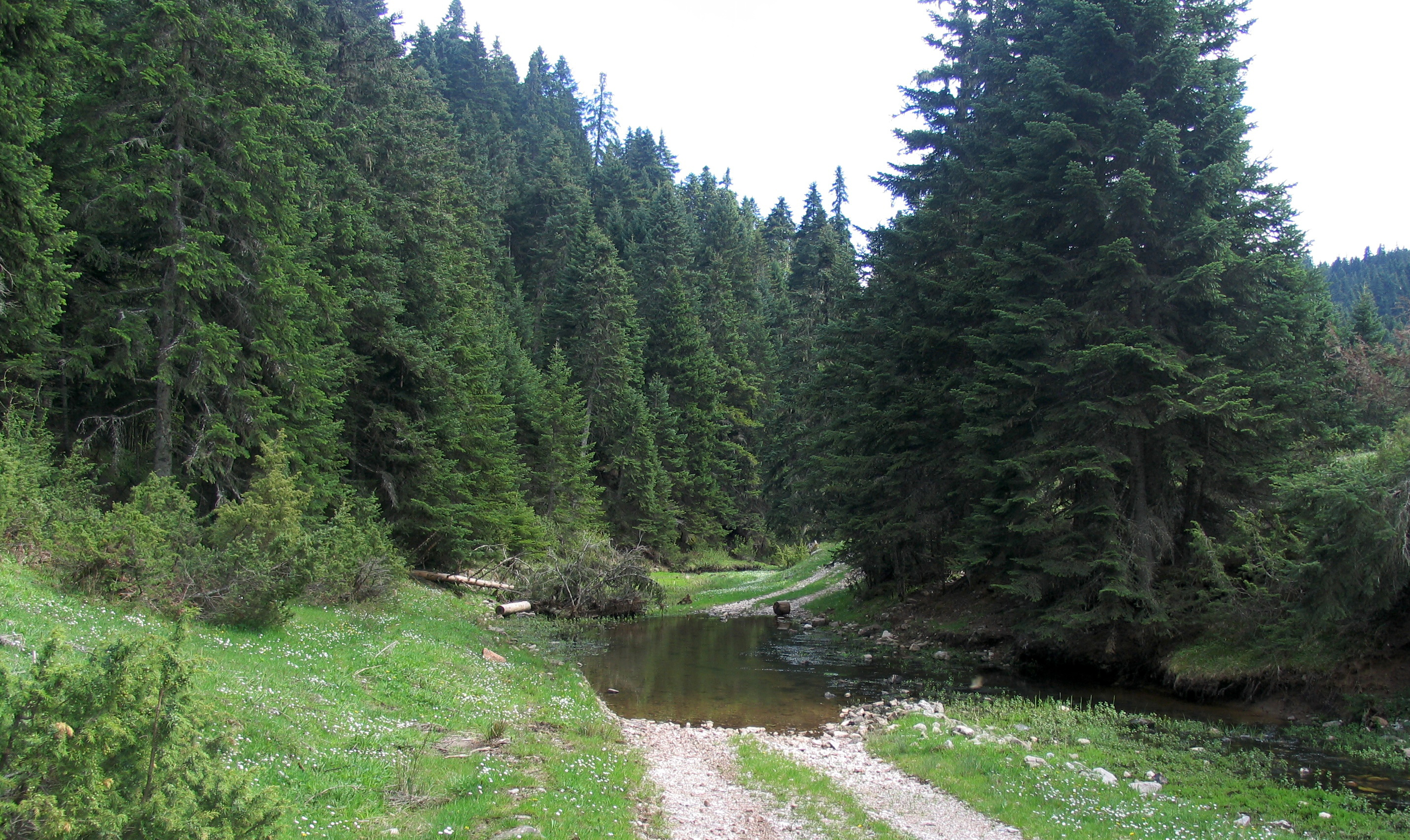
Foresta di Abies cephalonica in Tessaglia

I pendii del Taigeto sono ricoperti in molti punti da foreste, essenzialmente formate da abeti di Cefalonia (Abies cephalonica) e pini neri (Pinus nigra). La flora sul Taigeto è estremamente ricca e ospita più di 1.000 specie di piante, di cui 33 endemiche della regione e 100 della Grecia intera, come nel caso della Stachys candida (o betonica orecchie d’agnello) e della Galanthus reginae-olgae. Esistono anche specie che, senza essere endemiche, risultano molto rare in Grecia ed Europa e sono di origine asiatica. In generale, la vegetazione è tipica del piano montano e alpino. Diversi incendi tra il 2005 e il 2007 hanno devastato parte di queste aree verdi, soprattutto nelle regioni orientali che hanno bruciato quasi la metà degli alberi in una zona che già risentiva di fenomeni di disboscamento dovuti ad attività antropiche.
Per quanto riguarda la fauna, in passato vivevano in questi luoghi molte più specie di mammiferi. È noto storicamente che orsi, lupi, linci, cervi, caprioli e cinghiali popolavano queste foreste. Oggi la montagna ospita una ventina di specie di mammiferi, tra cui la volpe, la lepre, il riccio, il furetto, la donnola e il tasso.
Dal punto di vista ornitologico, le vette montuose sono popolate anche da alcune specie rare. Delle circa 90 specie di uccelli registrate, si distinguono alcuni predatori (aquile reali, falchi, civette, allocchi, gufi), nonché numerose altre specie quali passeri, merli, picchi, fagiani, pernici, ecc.
Importanti sono due specie rettili molto rare: la podarcis peloponnesiaca e la lacerta graeca. Numerosi insetti e roditori completano il mondo animale della montagna. Infine, ci sono un centinaio di specie di farfalle precipue di questa catena montuosa (polyommatus menelaos).

## Storia
Le pendici del Taigeto sono state abitate già in epoca micenea. Il sito di Arkina presso l'odierna Arna, contiene tre tombe ancora non studiate ed esplorate del tutto. Il poeta Omero definisce la catena montuosa «grandissima» (περιμήκετος, periméketos).
La catena del Taigeto costituiva geograficamente un'importante difesa naturale per Sparta. È diffusa la leggenda che, nell'antichità, sul monte Taigeto venissero abbandonati i bambini spartani nati deformi e destinati a soccombere alle intemperie e alle fiere, ma uno studio dell'antropologo Theodoros Pitsios, dell'Università di Atene, ha mostrato che nell'area del monte Taigeto sono presenti solo ossa di adulti risalenti all'epoca spartana, probabilmente appartenenti a criminali condannati a morte, in analogia con la romana Rupe Tarpea. Durante le invasioni barbariche, i monti divennero un rifugio sicuro per la popolazione nativa. Molti dei villaggi sulle sue pendici risalgono infatti al tardoantico. In epoca medievale, la cittadella e il monastero di Mistra furono costruiti sui ripidi pendii, continuando a svilupparsi nel periodo bizantino fino a raggiungere l'apice da capitale del Despotato di Morea. Oggi Mistra ospita una piccola comunità religiosa. Gli edifici sono straordinariamente ben conservati ed è una grande attrazione turistica della regione. È un sito appartenente al patrimonio mondiale dell'UNESCO.

## Galleria d'immagini

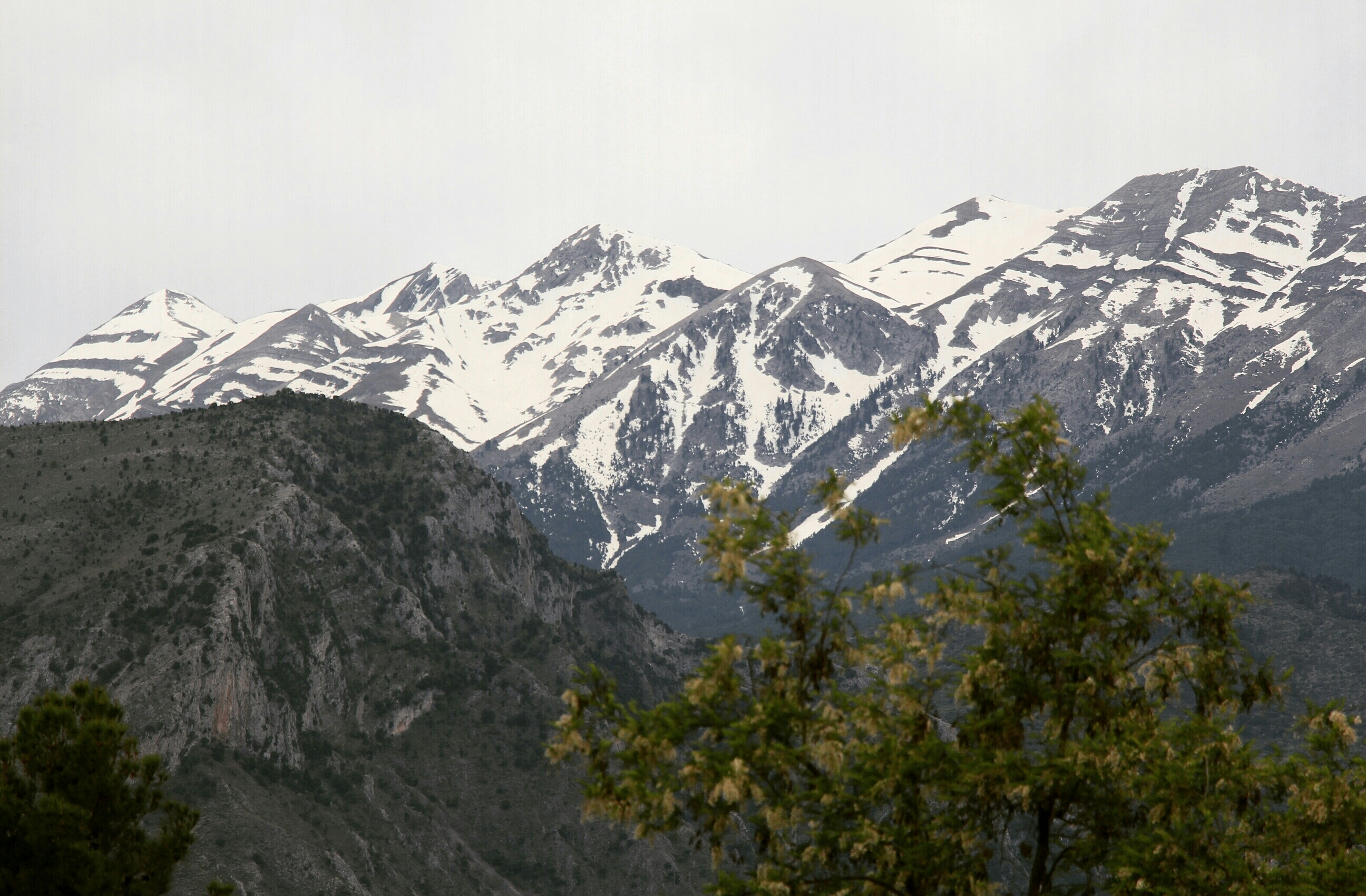
La catena montuosa vista nei mesi invernali
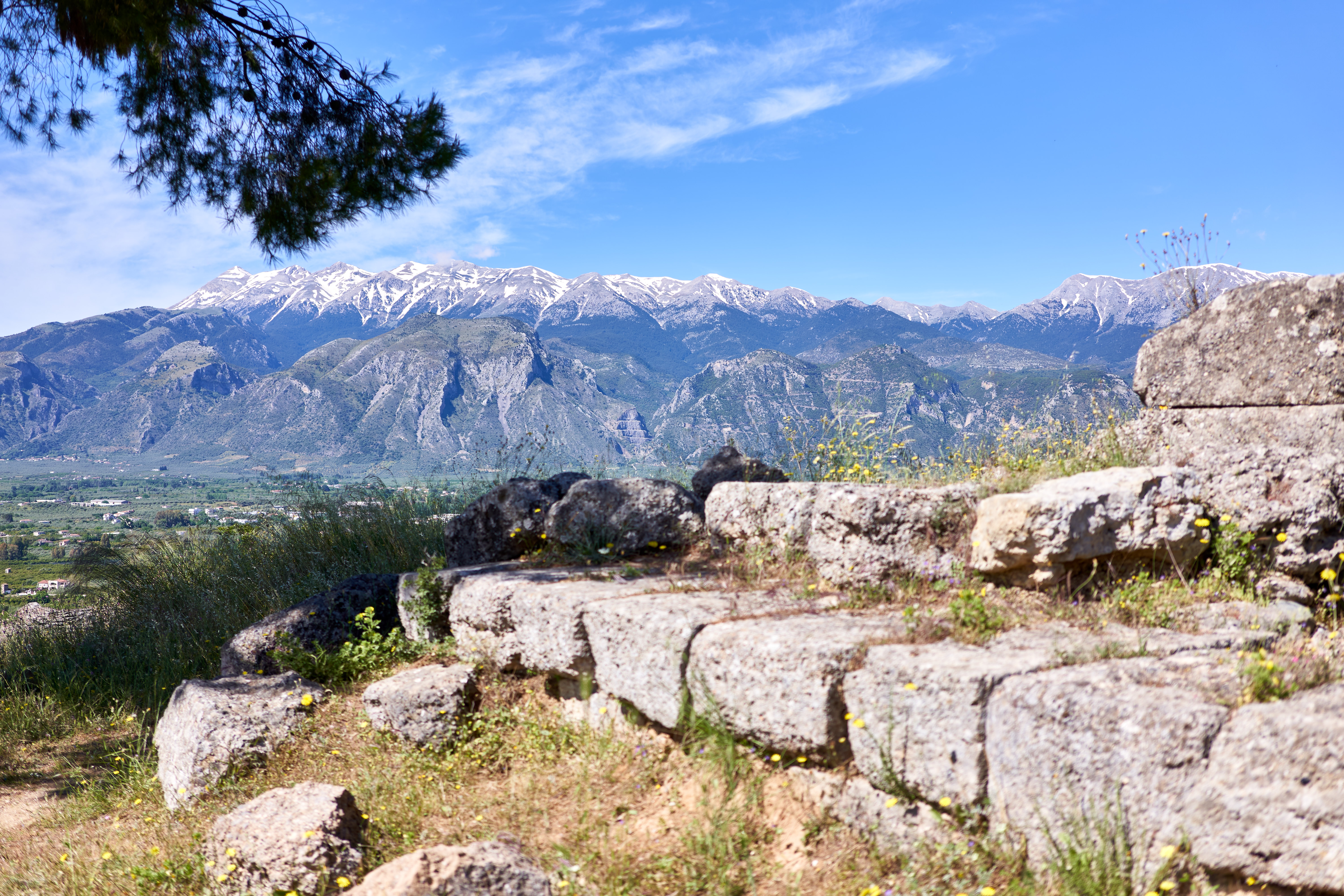
Panorama del Taigeto visto dalle rovine del Santuario di Menelao ed Elena (Menelaion) presso Sparta
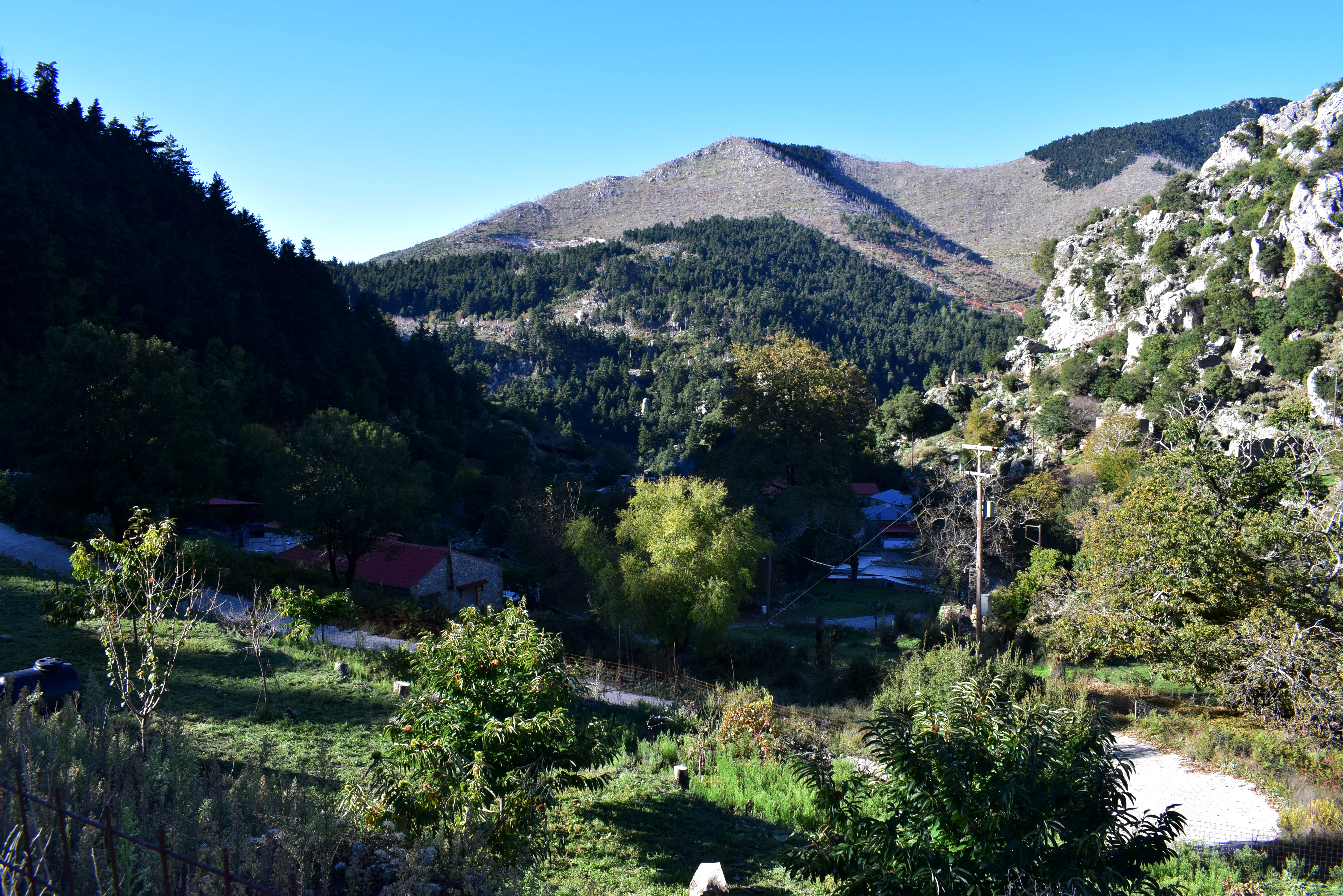
Valle della catena
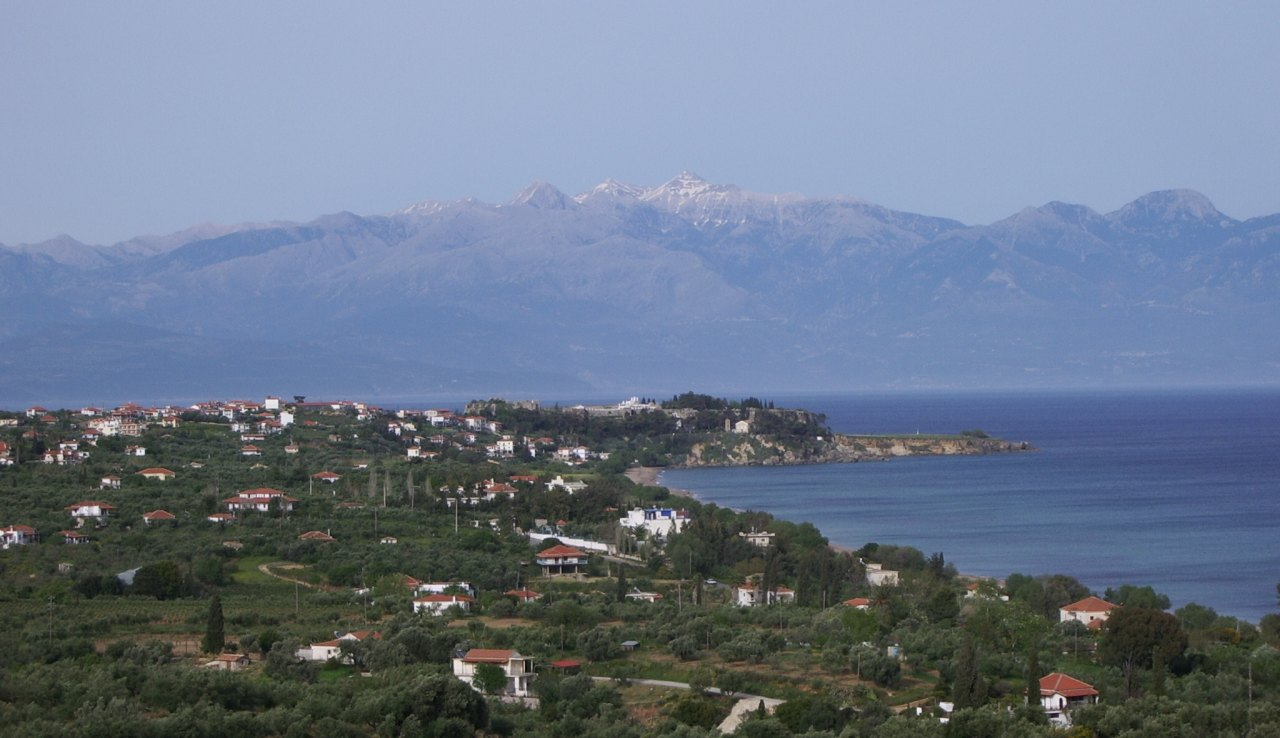
Vista dal mar Egeo
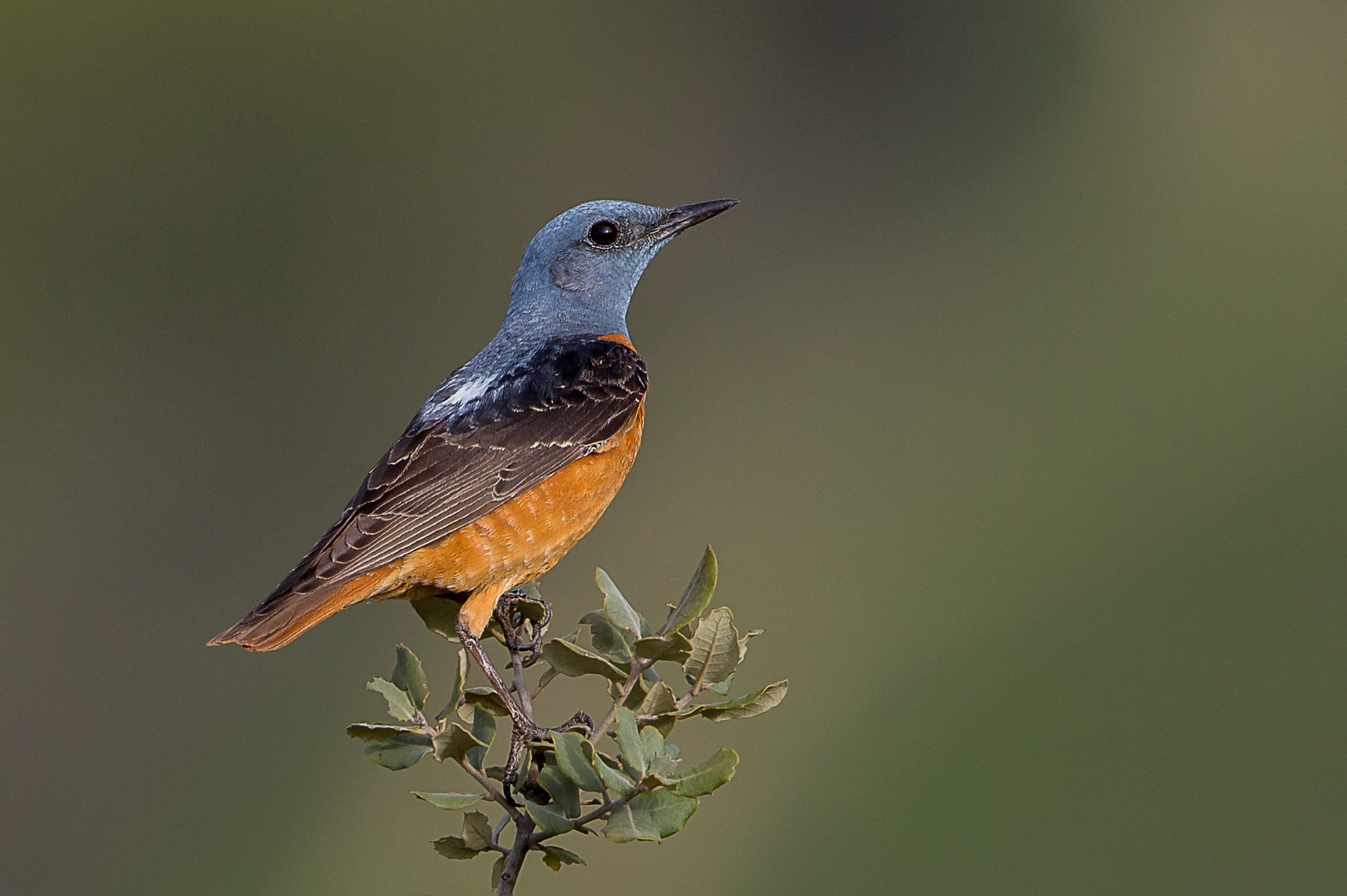
Codirossone (monticola saxatilis): questa specie volatile arriva nell'area in primavera dall'Africa e nidifica in zone rocciose